# Viticulture (jeu)
Viticulture est un jeu de société de type Eurogame avec placement d'ouvriers publié par Stonemaier Games en 2013. Il fait l'objet d'un campagne de financement participatif via Kickstarter. Le jeu a pour cadre un vignoble dans lequel chaque manche représente une année de fonctionnement. 
À sa sortie, Viticulture reçoit des éloges pour son système de jeu, mais la présence de la chance reste critiquée. Plusieurs extensions et réimpressions sont ensuite publiées.

## Système de jeu
Dans Viticulture, les joueurs exploitent un vignoble en Toscane avant l'époque moderne. Chaque manche représente une année de fonctionnement divisée en quatre saisons,.  
Le début d'un tour s'amorce par une phase de printemps, durant laquelle le joueur sélectionne un emplacement sur la piste de jeu. Ensuite, survient la saison estivale au cours de laquelle les participants placent leurs ouvriers sur les emplacements d'action estivaux du plateau partagé. Cette étape autorise diverses actions telles que la plantation de vignes, la vente de raisins, la génération de revenus via des visites, l'utilisation d'une carte visiteur d'été, le tirage de cartes de vignes, la construction de structures (pour la plantation de vignes), le vieillissement des vignes et l'attribution de points de victoire supplémentaires. 
Le tour automnal voit les joueurs piocher soit une carte visiteur d'été, contribuant à l'amélioration du site, soit une carte visiteur d'hiver, permettant la récolte du vignoble. La période hivernale offre également à chaque joueur l'opportunité de placer des ouvriers dans les emplacements d'action hivernaux. Ils peuvent ainsi récolter un champ, transformer leurs raisins, honorer des commandes de vin, engager un ouvrier supplémentaire, ou tirer une carte visiteur d'hiver. Un tour se conclut lorsque les joueurs font vieillir leurs jetons de raisin et de vin, récupèrent leurs ouvriers, et perçoivent tout revenu accumulé.
Une fois qu'un raisin est planté dans les champs situés sur les plateaux individuels, il devient susceptible d'être cueilli sous la forme de jetons de raisin. Ces jetons subissent un traitement avant d'être transférés à la cave à vin, où des points de victoire sont octroyés en satisfaisant les commandes. Dès qu'un joueur atteint vingt points, la partie prend fin à la clôture de la saison, et le vainqueur est celui qui détient le plus grand nombre de points. 

## Extensions et versions
La première extension, sortie en mai 2013 avec la version originale du jeu, s'appelle Arboriculture.
L'extension Toscane a également été financée via Kickstarter.  Cette dernière introduit un plus grand nombre d'options permettant aux joueurs de marquer des points de victoire. Elle apporte également un début de jeu asymétrique offrant aux joueurs différentes options pour établir leur entreprise viticole. 
La première extension, baptisée "Arboriculture", est publiée en mai 2013 avec la version initiale du jeu. Par ailleurs, l'extension Toscane est financée via Kickstarter. Cette dernière a étendu les possibilités offertes aux joueurs pour accumuler des points de victoire, créant ainsi un début de partie asymétrique qui offre aux participants diverses options pour développer leur domaine viticole.
Une version numérique du jeu est créée par Digidiced et diffusée à partir de 2020,. Une application mobile est également disponible.   
En 2022, une extension collaborative "Viticulture World" est publiée.   

## Accueil
Dave Banks, dans une critique pour Wired, décrit le jeu comme "merveilleusement amusant".    
Dans une revue pour Punchboard Media, Charles Hasegawa déclare que le jeu présente quelques défauts, en particulier la chance associée au tirage de cartes et que dans les premières phases du jeu, chaque joueur a des actions similaires. Il décrit toutefois l'extension Toscane comme "un chef-d'œuvre de modifications qui transforment un jeu moyen en un jeu plus diversifié et complexe".
La rédaction de Vin d'jeu rend des avis très favorables, soulignant notamment la « richesse stratégique » du jeu.